# John Lukacs
John Adalbert Lukacs, właściwie Lukács János Albert (ur. 31 stycznia 1924 w Budapeszcie, zm. 6 maja 2019 w Phoenixville) – amerykański eseista i historyk XX wieku węgierskiego pochodzenia, wieloletni profesor historii w katolickim Chestnut Hill College w Filadelfii. Prowadził także gościnne wykłady w licznych prestiżowych uniwersytetach amerykańskich. Specjalizował się w dziejach drugiej wojny światowej oraz „zimnej wojny”. Jest autorem ponad 30 książek, między innymi o Churchillu, Hitlerze i politycznych dziejach XX stulecia.

## Publikacje
- The Great Powers and Eastern Europe (New York: American Book Co., 1953).
- A History of the Cold War (Garden City, N.Y.: Doubleday, 1961).
- Decline and Rise of Europe: A Study in Recent History, With Particular Emphasis on the Development of a European Consciousness (Garden City, N.Y., Doubleday, 1965).
- A New history of the Cold War (Garden City, N.Y.: Doubleday, 1966).
- Historical Consciousness; or, The Remembered Past (New York: Harper & Row, 1968).
- The Passing of the Modern Age (New York: Harper & Row, 1970).
- A Sketch of the History of Chestnut Hill College, 1924–1974 (Chestnut Hill, PA: Chestnut Hill College, 1975).
- The Last European War: September 1939–December 1941 (Garden City, N.Y.: Anchor Press, 1976).
- 1945: Year Zero (New York: Doubleday, 1978).
- Philadelphia: Patricians and Philistines, 1900–1950 (New York: Farrar, Straus, Giroux, 1981).
- Outgrowing Democracy: A History of the United States in the Twentieth century (Garden City, N.Y.: Doubleday, 1984).
- Budapest 1900: A Historical Portrait of a City and Its Culture (New York: Weidenfeld & Nicolson, 1988).
- Confessions of an Original Sinner (New York: Ticknor and Fields, 1990).
- The Duel: 10 May–31 July 1940: the Eighty-Day Struggle between Churchill and Hitler (New York: Ticknor & Fields, 1991).
- The End of the Twentieth Century and the End of the Modern Age (New York: Ticknor & Fields, 1993).
- Destinations Past: Traveling through History with John Lukacs (Columbia, MO: University of Missouri Press, 1994).
- The Hitler of History (New York: A. A. Knopf, 1997).
- George F. Kennan and the Origins of Containment, 1944–1946: the Kennan-Lukacs Correspondence, Introduction by John Lukacs. (Columbia, Mo.: University of Missouri Press, 1997).
- A Thread of Years (New Haven [Conn.]: Yale University Press, 1998).
- Five Days in London, May 1940 (New Haven [Conn.]: Yale University Press, 1999).
- A Student’s Guide to the Study of History (Wilmington, DE: ISI Books, Intercollegiate Studies Institute, 2000).
- Churchill: Visionary, Statesman, Historian (New Haven [Conn.]: Yale University Press, 2002).
- At the End of an Age (New Haven [Conn.]: Yale University Press, 2002).
- A New Republic: A History Of The United States In The Twentieth Century(New Haven [Conn.]: Yale University Press, 2004).
- Democracy and Populism: Fear & Hatred (New Haven: Yale University Press, 2005).
- Remembered Past: John Lukacs On History, Historians & Historical Knowledge: A Reader (Wilmington, DE: ISI Books, Intercollegiate Studies Institute, 2005).
- June 1941: Hitler and Stalin. New Haven; London: Yale University Press, 2006